# Jak Jones
Jak Jones (Cwmbran, 29 juli 1993) is een snookerspeler uit Wales. Zijn beste toernooiprestatie behaalde hij in 2024 toen hij zich plaatste voor de finale van het World Snooker Championship.

## Carrière
In 2010 werd Jones voor het eerst een professioneel snookerspeler. Dit bereikte hij door het Wereldkampioenschap snooker onder-19 te winnen. Echter kon hij zijn tourkaart niet behouden. Tussen 2013 en 2015 was Jones wederom actief op het professionele niveau. In het seizoen van 2015/16 was Jones actief op amateurniveau. Hier speelde hij geen enkele professionele wedstrijd. Echter versloeg hij Jamie Clarke in de finale van het Europees kampioenschap snooker. Hierdoor heeft hij een tourkaart en is hij sindsdien actief als professional.
In 2023 nam hij voor het eerst deel aan het wereldkampioenschap snooker. Na twee kwalificatie wedstrijden te hebben gespeeld, mocht Jones deelnemen aan het hoofdtoernooi. Hier trof hij in de eerste wedstrijd Ali Carter. Hier won Jones met 10-6. In de volgende ronde trof hij Neil Robertson, hier won Jones met 13-7. In de kwartfinale die volgde was Mark Allen te sterk voor Jones. Hij verloor hier met 10-13.
Zijn beste toernooiresultaat in het seizoen 2023/2024 was een derde ronde in de Welsh Open. Hier verloor hij met 4-0 van Dominic Dale. Op het WK in 2024 bereikte hij voor het eerst de halve finale. Om hier te komen won hij van de Chinese spelers Zhang Anda en Si Jiahui en versloeg hij Judd Trump met 13-9. De wedstrijd met Trump ging tot en met de 9-9 gelijk op. Vanaf dat moment wist Jones door te zetten en won de volgende vier frames. In de halve finale speelde hij tegen Stuart Bingham. Hierin versloeg hij Bingham met 17-12 waardoor hij in de finale stond tegen Kyren Wilson die eerder David Gilbert versloeg. Wilson won de eerste sessie met 7-1, deze voorsprong was groot genoeg om de finale mee te winnen. Jones won nog de derde sessie met 5-4, echter mocht dit niet baten.

### Wereldkampioenschap
Hoofdtoernooi (laatste 32 of beter):
| #  | Seizoen   | Editie  | Prestatie   | Extra                              |
| -- | --------- | ------- | ----------- | ---------------------------------- |
| 1. | 2022/2023 | WK 2023 | Kwartfinale | verloor met 13-10 van Mark Allen   |
| 2. | 2023/2024 | WK 2024 | Finale      | verloor met 18-14 van Kyren Wilson |
| 3. | 2024/2025 | WK 2025 | Laatste 32  | verloor met 10-4 van Zhao Xintong  |